# Eristalinus monozonus
Eristalinus monozonus är en tvåvingeart som först beskrevs av Herve-bazin 1914.  Eristalinus monozonus ingår i släktet slamflugor, och familjen blomflugor.
Artens utbredningsområde är Kongo. Inga underarter finns listade i Catalogue of Life.